# .nc
.nc е интернет домейн от първо ниво за Нова Каледония. Администрира се от Office des Postes et Telecommunications. Домейнът е представен през 1993 г.